# Cibetky
Cibetky (Viverrinae) jsou podčeledí malých šelem z čeledi cibetkovitých, charakteristické dlouhým štíhlým tělem s protáhlou hlavou, špičatou tlamou a dlouhým huňatým ocasem, některé druhy mají zatažitelné drápy. Podčeleď cibetky zahrnuje několik rodů cibetek a ženetek, z toho rody Poiana a Genetta mohou být řazeny do vlastní podčeledi Genettinae. Jedná se o starobylou formu šelem.
Cibetky jsou rozšířeny od Asie přes Afriku po jižní Evropu. Živí se hmyzem a tropickými plody, včetně plodů kávovníku. Sběrači v pralese pátrají po jejich trusu, z něhož zrna kávy vybírají. Díky vlastnostem jejich trávicího ústrojí jsou i po jeho průchodu neporušená. Z těchto zrn se potom vyrábí údajně nejlepší a také nejdražší káva na světě Kopi Luwak.
Většina cibetkovitých má u pohlavního ústrojí pachové žlázy vylučující ostře páchnoucí látku – cibet, dříve používanou ve voňavkářském průmyslu.

## Rody a druhy
- Rod: Civettictis
  - cibetka africká (Civettictis civetta)

- Rod: Viverra
  - cibetka pobřežní (Viverra civettina)
  - cibetka skvrnitá (Viverra megaspila)
  - cibetka tangalunga (Viverra tangalunga)
  - cibetka asijská (Viverra zibetha)
  - cibetka tainguenská (Viverra tainguensis) - sporný, obvykle označován jako synonymum k cibetce asijské
- Rod: Viverricula
  - cibetka malá (Viverricula indica)

Následující rody mohou být řazeny spíše do samostatné podčeledi Genettinae
- Rod: Genetta
  - ženetka světlá (Genetta abyssinica)
  - ženetka tlustoocasá (Genetta angolensis)
  - ženetka Bourlonova (Genetta bourloni)
  - ženetka tečkovaná (Genetta genetta)
  - ženetka Johnstonova (Genetta johnstoni)
  - ženetka levhartí (Genetta maculata)
  - ženetka lesní (Genetta servalina)
  - ženetka savanová (Genetta thierryi)
  - ženetka skvrnitá (Genetta tigrina)
  - ženetka velká (Genetta victoriae)
  - ženetka vodní (Genetta piscivora)
- Rod: Poiana
  - linsang africký (Poiana richardsonii)
  - Poiana leightoni